# Estació d'Altafulla-Tamarit
Altafulla-Tamarit és una estació de ferrocarril propietat d'adif situada al terme de Tamarit, al municipi de Tarragona (Tarragonès), però adherida a la trama urbana d'Altafulla. L'estació es troba a la línia Barcelona-Martorell-Vilafranca-Tarragona per on circulen trens de Mitjana Distància, operat per Renfe Operadora, de les línies R14, R15, R16, R17 i serveis de Mitja Distància.. També circulen trens de la línia RT2 de rodalia del Camp de Tarragona
Aquesta estació de la línia de Tarragona va entrar en servei l'any 1865 quan va entrar en servei el tram construït per la Companyia del Ferrocarril de Tarragona a Martorell i Barcelona (TMB) entre Martorell i Tarragona
L'any 2016 va registrar l'entrada de 96.000 passatgers.

## Línia
- Línia 200 (Madrid- Altafulla-Tamarit -Barcelona)
- Línia 600 (Sant Vicenç de Calders- Altafulla-Tamarit -València/Tortosa)

## Serveis ferroviaris
| Procedència/Destinació                     | <         | Línia | >             | Procedència/Destinació      |
| ------------------------------------------ | --------- | ----- | ------------- | --------------------------- |
| Rodalia del Camp de Tarragona              |           |       |               |                             |
| Port Aventura                              | Tarragona |       | Torredembarra | L'Arboç                     |
| Serveis regionals de Rodalies de Catalunya |           |       |               |                             |
| Lleida Pirineus                            | Tarragona |       | Torredembarra | Barcelona-Estació de França |
| Reus Móra la Nova Flix Riba-roja d'Ebre    | Tarragona |       | Torredembarra | Barcelona-Estació de França |
| Tortosa Vinaròs València-Nord              | Tarragona |       | Torredembarra | Barcelona-Estació de França |
| Port Aventura                              | Tarragona |       | Torredembarra | Barcelona-Estació de França |
| Casp Saragossa-Delicias Madrid-Chamartín   | Tarragona |       | Torredembarra | Barcelona-Estació de França |